# Лапач (река)
Лапач — река в России, протекает по Вологодскому району Вологодской области. Устье реки находится в 25 км от устья Тошны по правому берегу. Длина реки составляет 10 км.
Лапач начинается на восточной окраине нежилой деревни Мормужево (Сосновское сельское поселение) и в 22 км к юго-западу от Вологды. Течёт на север, самый большой приток — Чермага (левый). На берегах реки несколько деревень Сосновского сельского поселения: Малое Чертищево, Савкино (правый берег); Бабцыно, Починок-2, нежилая Корюкино (левый берег). В месте впадения реки в Тошню стоит деревня Лапач.

## Данные водного реестра
По данным государственного водного реестра России относится к Двинско-Печорскому бассейновому округу, водохозяйственный участок реки — Северная Двина от начала реки до впадения реки Вычегда, без рек Юг и Сухона (от истока до Кубенского гидроузла), речной подбассейн реки — Сухона. Речной бассейн реки — Северная Двина.
Код объекта в государственном водном реестре — 03020100312103000006493.